# 北海道上ノ国高等学校
北海道上ノ国高等学校（ほっかいどうかみのくにこうとうがっこう、Hokkaido Kaminokuni High School）は、北海道檜山郡上ノ国町にある公立（道立）の高等学校である。現在は道立に移管されているが、開校当時は、上ノ国町、江差町、厚沢部町、乙部町の４町が協議のもとに一部事務組合を設立した組合立高等学校であった
。全日制普通科。

## 沿革
- 1982年（昭和57年） - 北海道上ノ国高等学校　組合立として設立[1]
- 1984年（昭和59年） - 道立に移管
- 2003年（平成15年） - 連携型中高一貫教育施行

## アクセス
- 函館バス江差木古内線大留停留所より徒歩